# Дилмисен
Дилмисен (њем. Dielmissen) општина је у њемачкој савезној држави Доња Саксонија. Једно је од 32 општинска средишта округа Холцминден. Према процјени из 2010. у општини је живјело 837 становника. Посједује регионалну шифру (AGS) 3255010.

## Географски и демографски подаци
Дилмисен се налази у савезној држави Доња Саксонија у округу Холцминден. Општина се налази на надморској висини од 140 метара. Површина општине износи 7,5 km². У самом мјесту је, према процјени из 2010. године, живјело 837 становника. Просјечна густина становништва износи 112 становника/km².